# Tramlijn 94 (Brussel)
De Brusselse tramlijn 94 uitgebaat door de MIVB verbond tot 28 september 2018 het metrostation Louiza met halte Trammuseum aan het Trammuseum (Sint-Pieters-Woluwe). De kenkleur van deze lijn was geel. De lijn werd na verlenging van het netwerk en een herschikking van het tramnet overgenomen als tramlijn 8.

## Bijzonderheden
Tramlijn 94 werd opgestart op 19 maart 1968.
In het kader van een grote hervorming van het tramnet in Brussel tussen maart 2006 en augustus 2008 werd tramlijn 94 verlengd vanuit Wiener tot Herrmann-Debroux. Kort nadien werd een andere verlenging doorgevoerd van Kerkhof van Jette tot Stadion (oude Houba de Strooper-halte ten tijde van tramlijn 18). Met de verlenging tot Herrmann-Debroux werd tevens gekozen om de tram 94 overdag tot 20u00 te splitsen in twee verschillende stukken: Stadion - Legrand en Louiza - Herrmann-Debroux.
Op 14 maart 2011 werd een andere grote stap gezet: tram 94 werd terug verlengd tot aan Trammuseum in Sint-Pieters-Woluwe. Haltes Woluwe en Woluwe Remise werden toen samengevoegd tot de huidige halte Trammuseum.
De twee verkorte trajecten die lijn 94 overdag uitvoerde, werden op 31 augustus 2013 omgevormd tot volwaardige tramlijnen: de nieuwe tramlijn 93 reed sinds 2013 van Stadion naar Legrand, terwijl lijn 94 het traject Louiza - Trammuseum tussen 2013 en 2018 aflegde.
De lijn werd vervolgens in 2017 en 2018 verlengd naar het metrostation Roodebeek. Deze werken werden in september 2018 afgerond. De verlengde route van de tramlijn van Louiza tot Roodebeek werd op september 2018 in gebruik genomen en op dat moment werd de in traject uitgebreide tramlijn hernummerd van tramlijn 94 naar tramlijn 8.
(
Plannen bestaan om deze tramlijn vanuit Roodebeek nog verder te verlengen, richting halte Marcel Thiry en Gulledelle. Eerder werd een verlenging tot Brussels Airport voorgesteld, zij het direct via de Woluwevallei, zij het via Marcel Thiry en de NAVO.

## Voertuigen
De tramlijn werd zowel gereden met Flexity Outlook trams van het type T3000 als lagevloertrams van de type T2000. Overdag ging het vooral om T2000 en T3000-trams, 's morgens vroeg en 's avonds laat reden nog enkele PCC-trams tussen Buyl en Trammuseum. Dit zijn dan trams die vanuit stelplaats Elsene ingezet worden op lijnen 39 en 44.

## Afbeeldingen

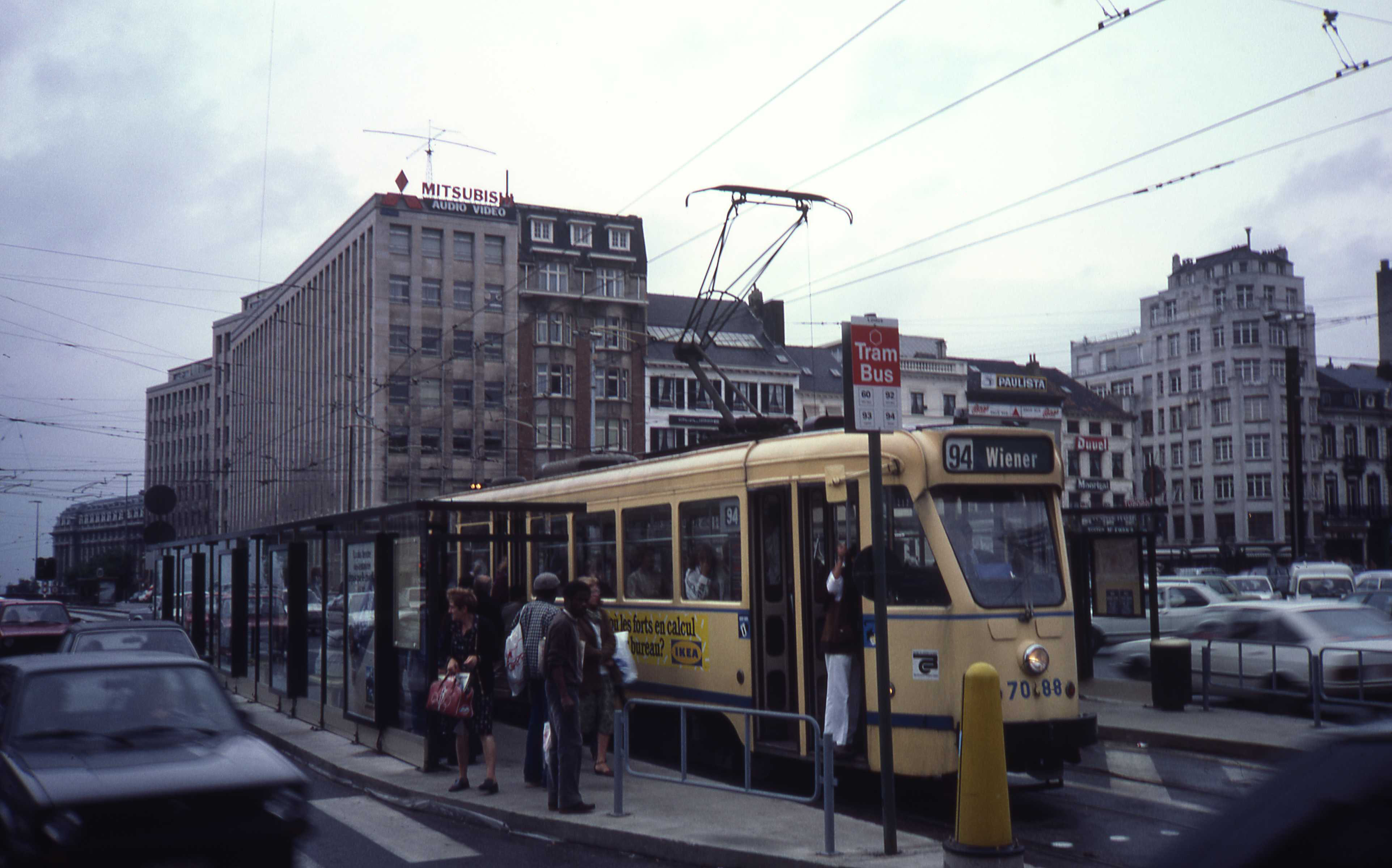
1985: trams rijden met een groene kleurcode van Wiener tot Jette Station.
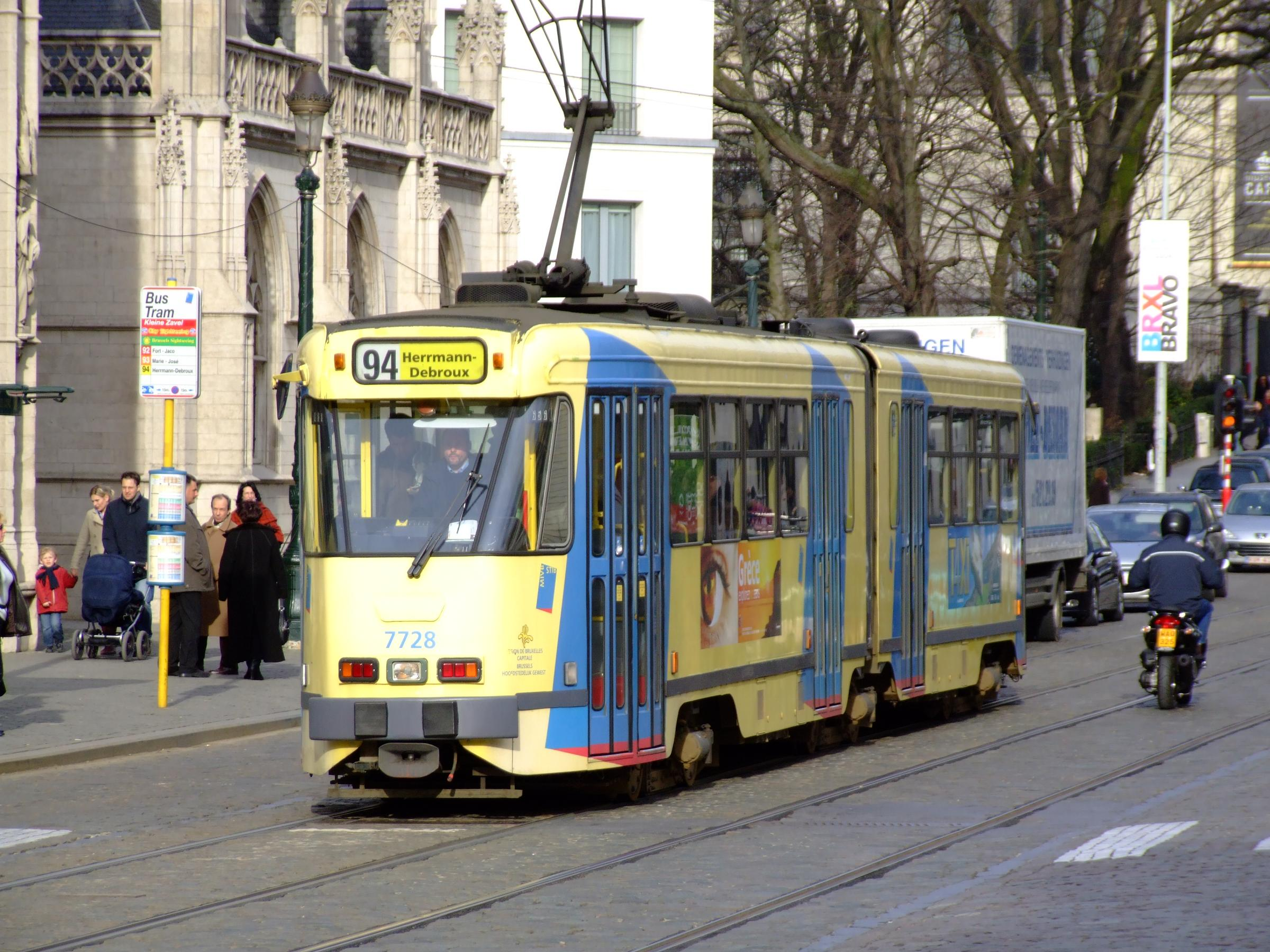
2008: trams rijden tot H.-Debroux
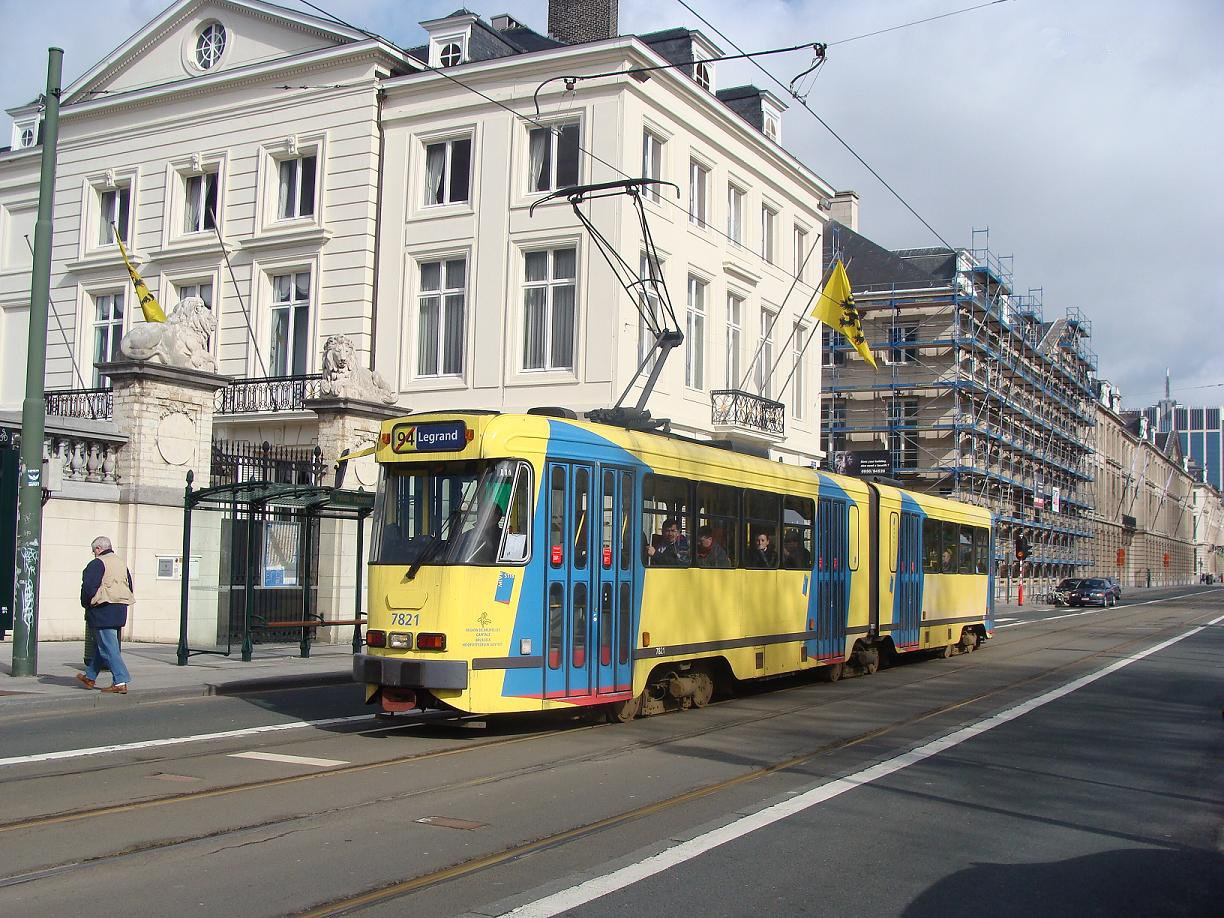
2008: met de verlenging naar H.-Debroux wordt tramlijn 94 overdag tot 20u00 gesplitst in twee stukken.
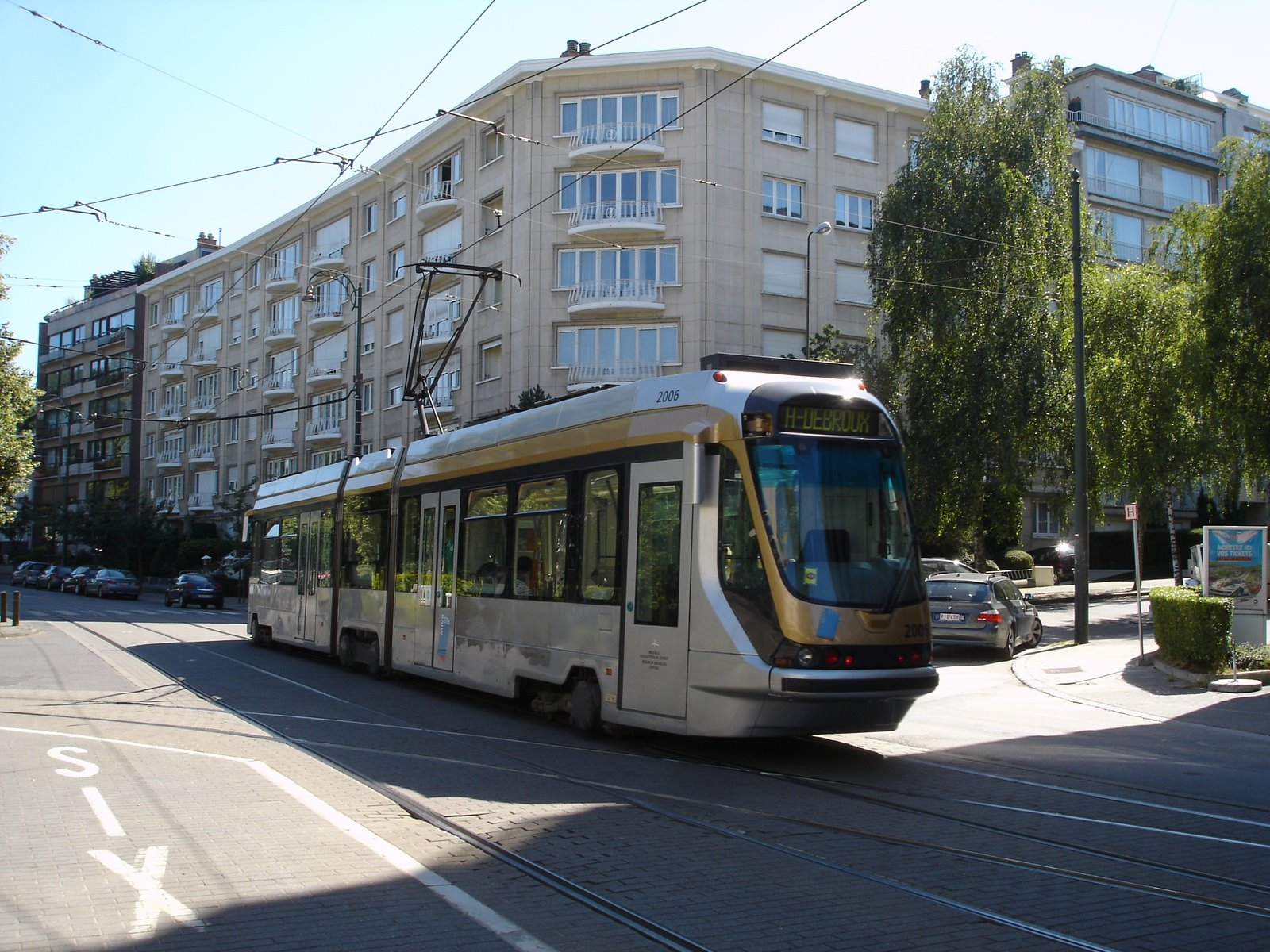
2008: T2000 verlaat het Marie-Joséplein richting Herrmann-Debroux.
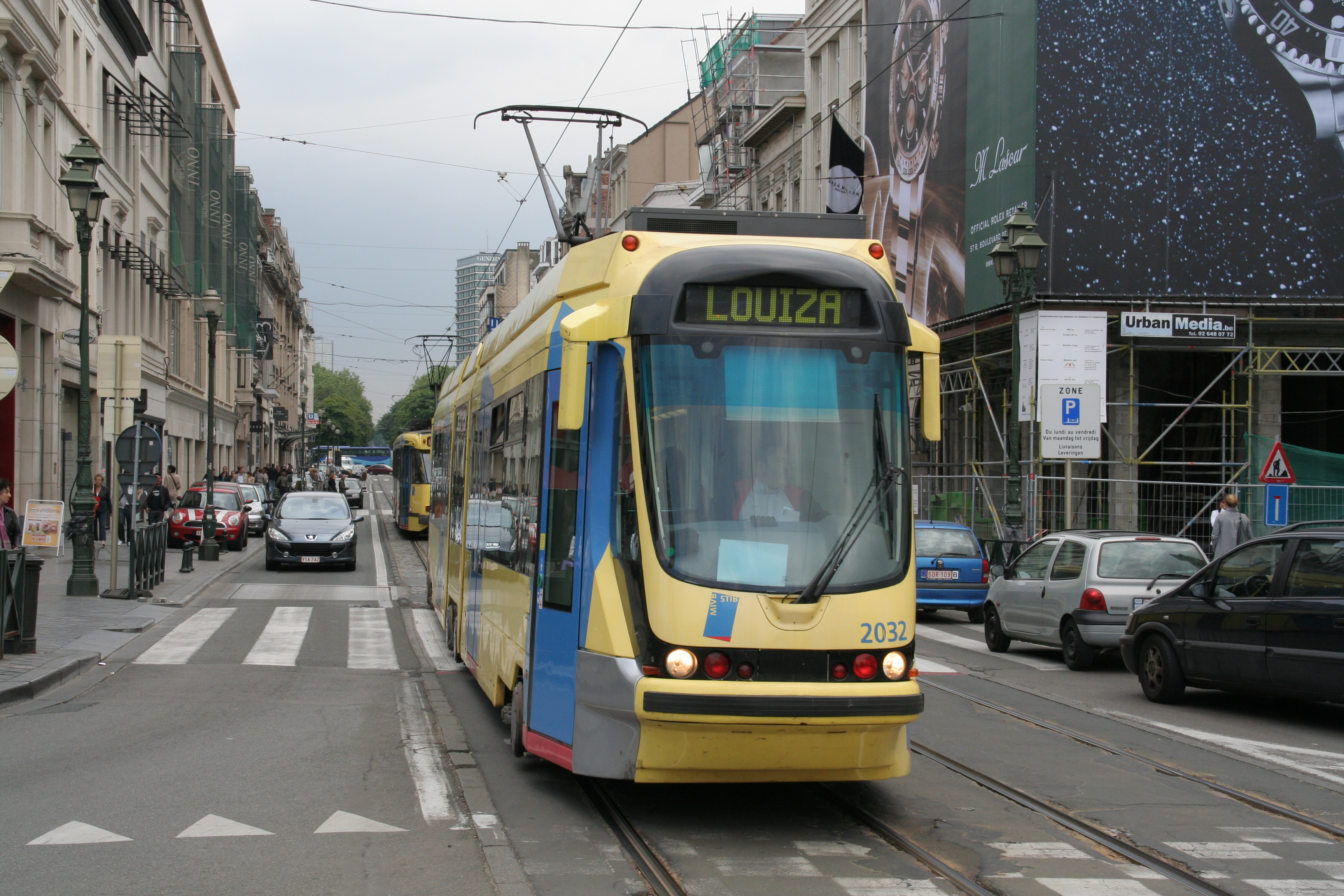
2009: trams van het type 2000 rijden zelden tot na Louiza.
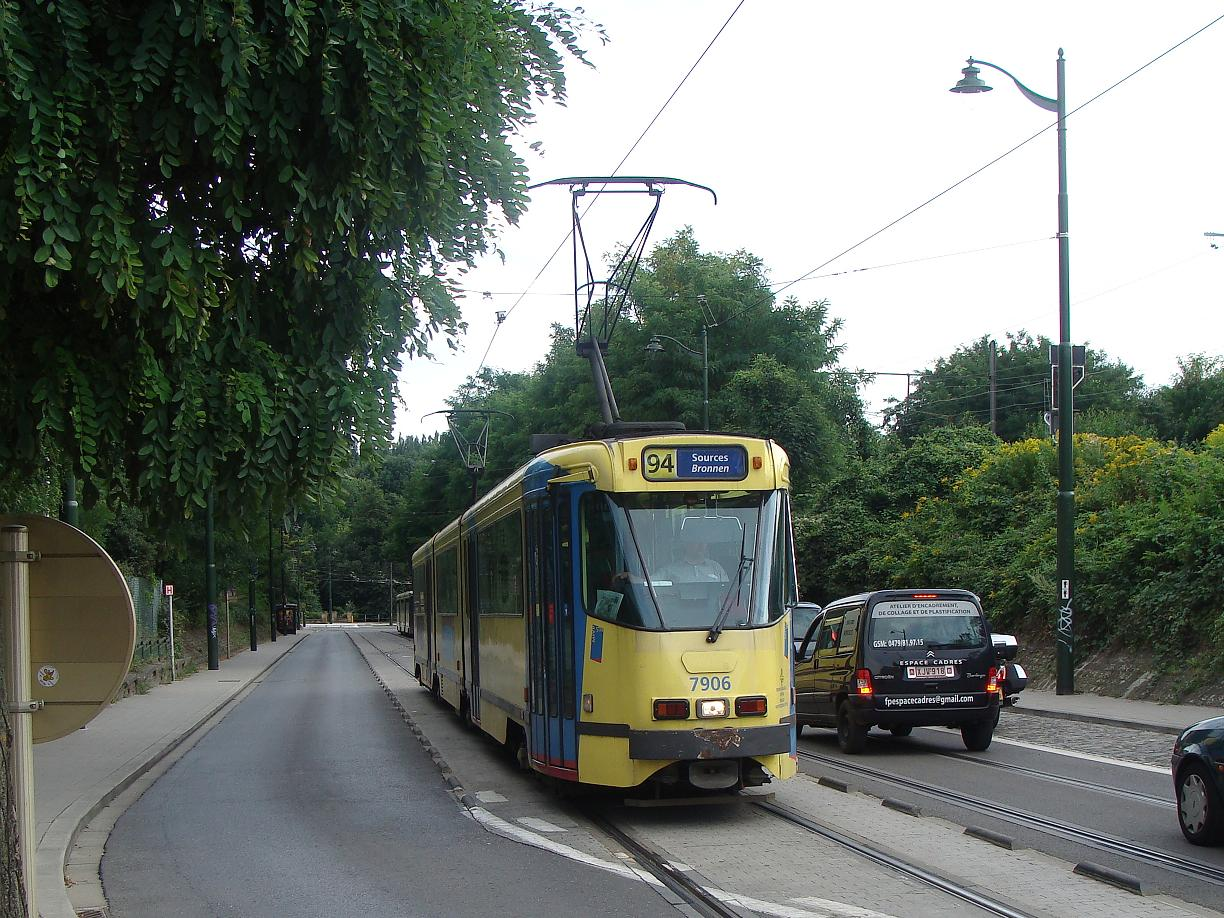
2011: films aangepast voor de verlenging tot Bronnenpark. Uiteindelijk zal gekozen worden voor Trammuseum.
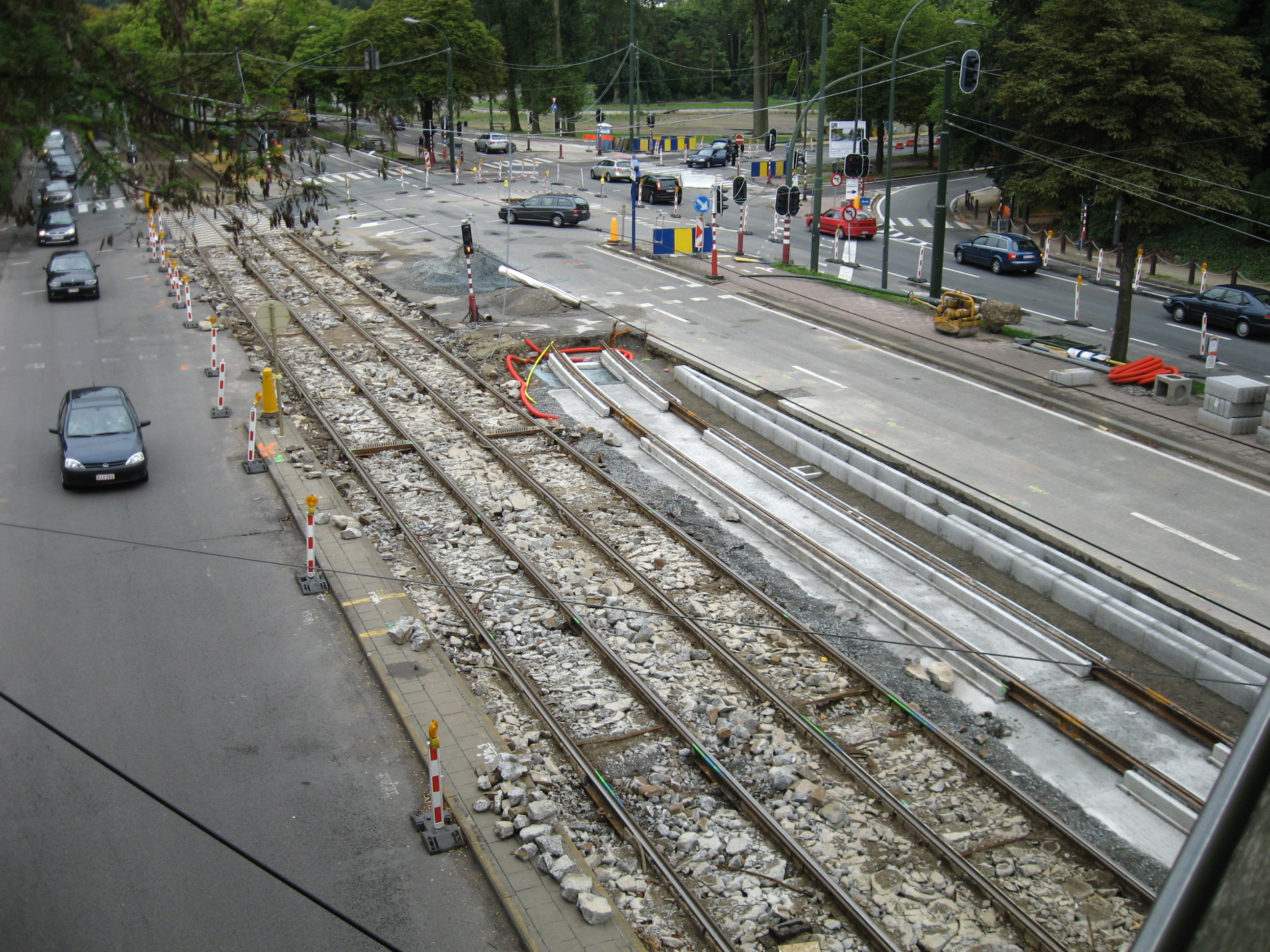
2010: aanleg van de bypass ter hoogte van Trammuseum richting Louiza.
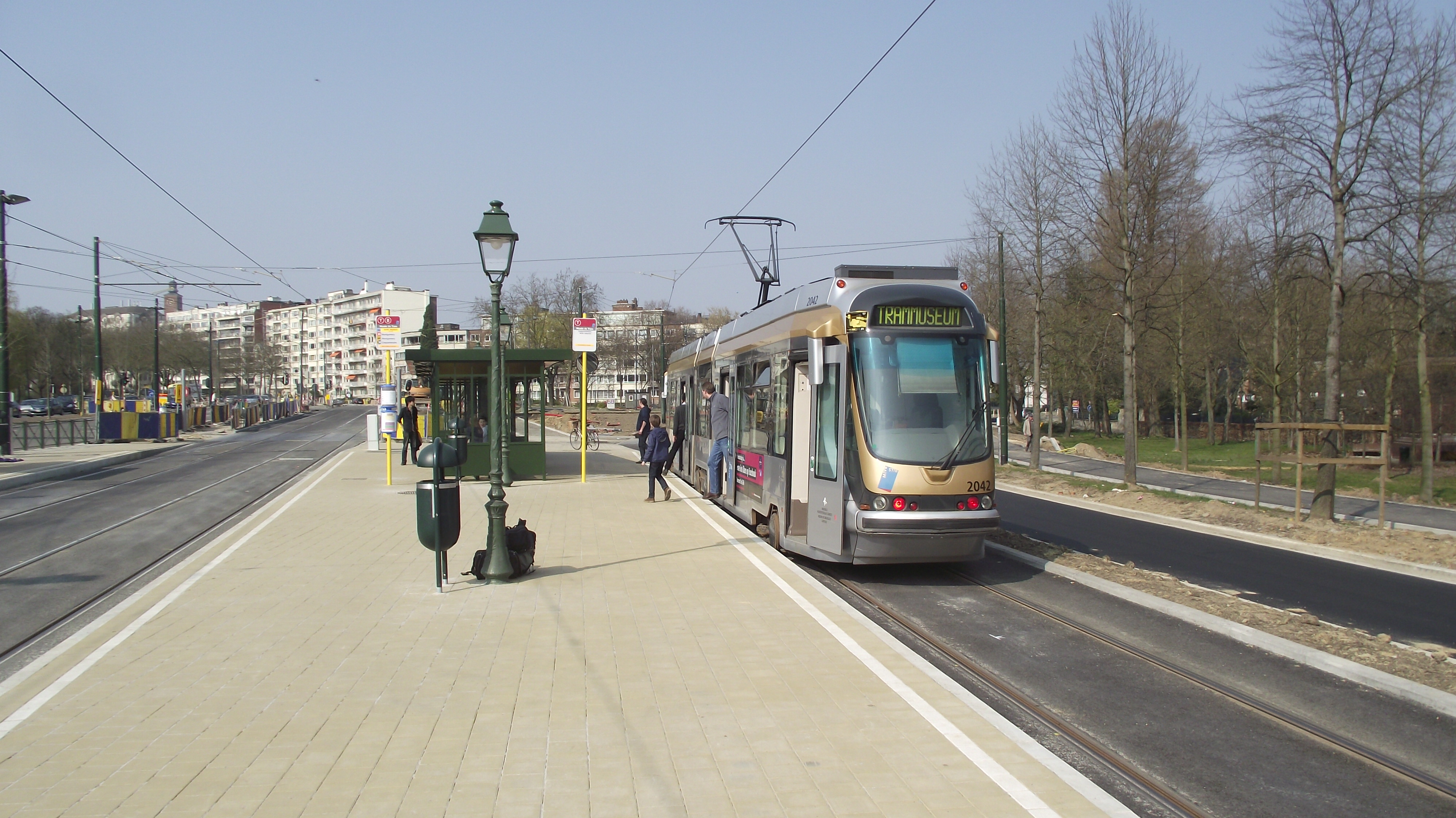
2011: Tram 94 rijdt tot Trammuseum.
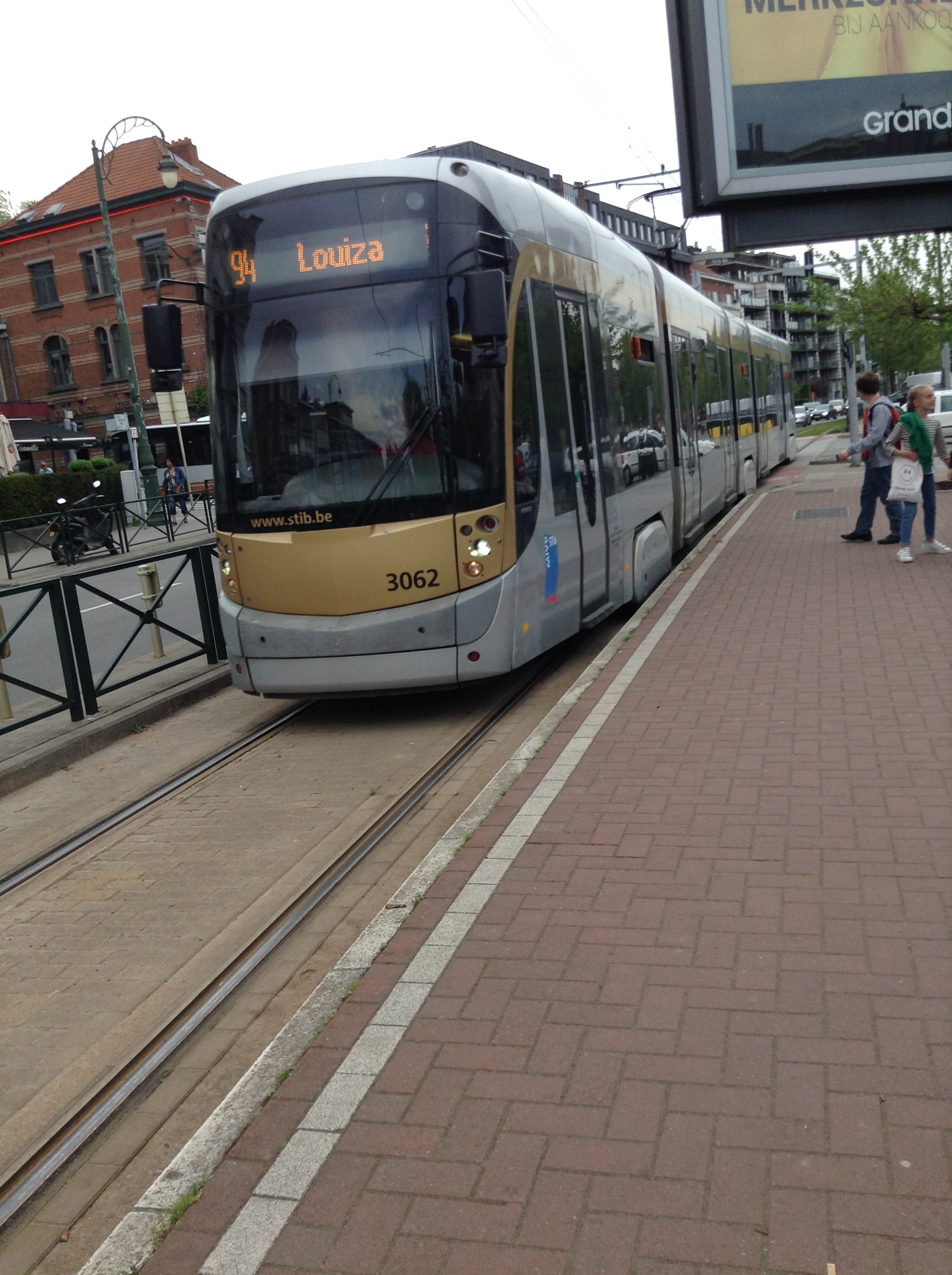
2016: tram 94 wordt uitgebaat met trams van het type T3000.
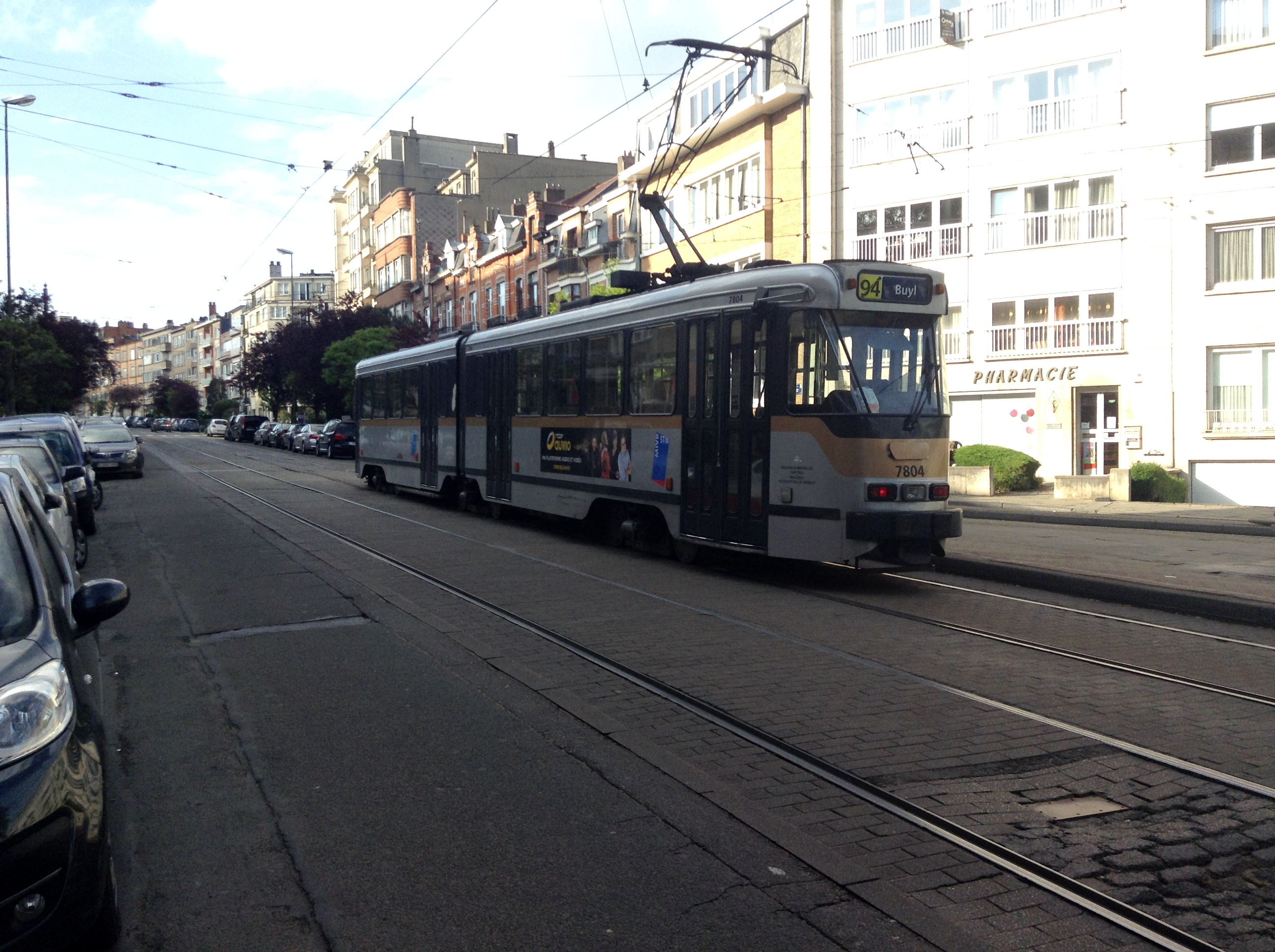
2016: PCC 7800 rijdt richting stelplaats Elsene na een dienst op lijnen 39-44
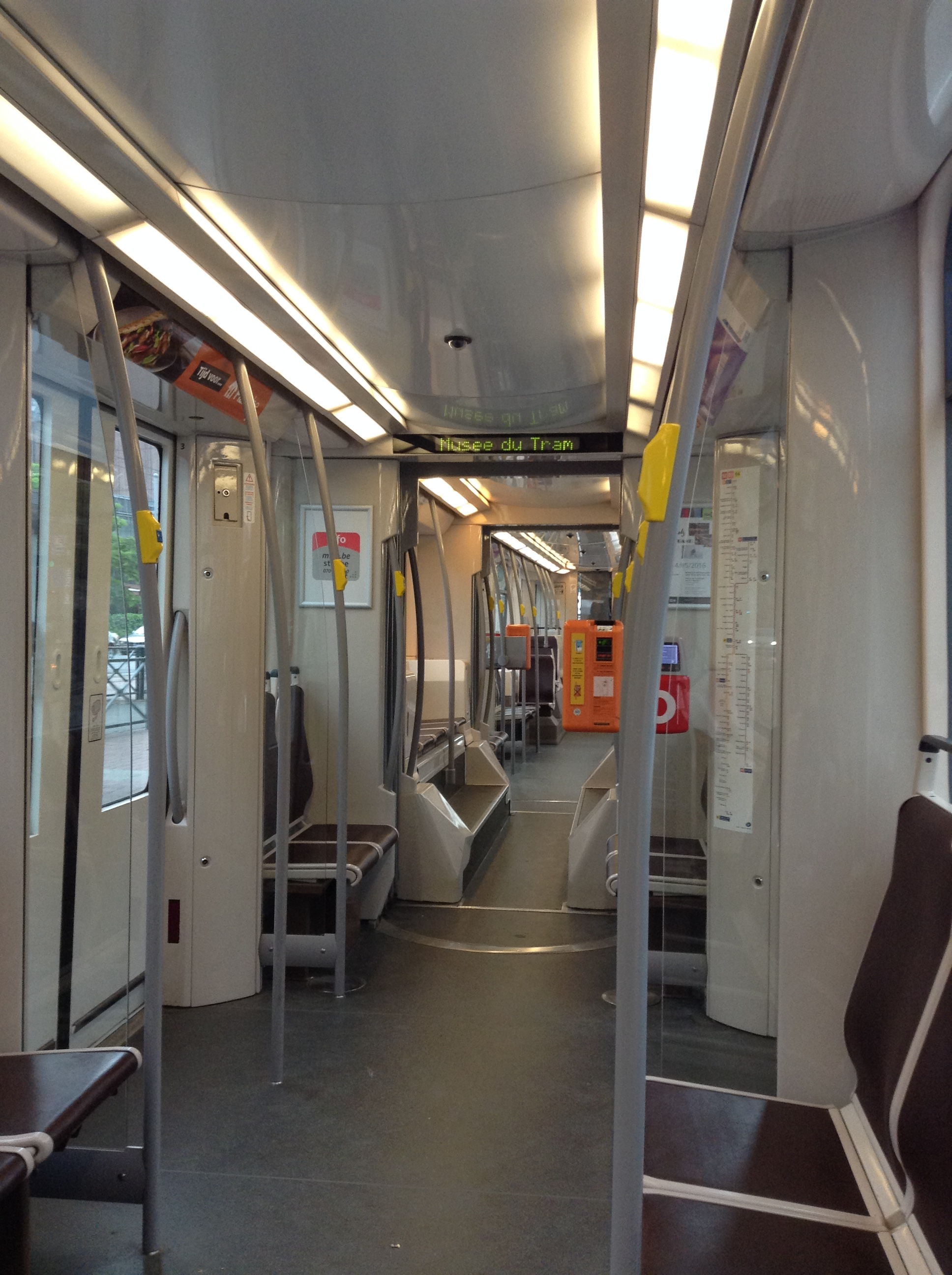
Het interieur van een T2000 op lijn 94 richting Trammuseum, in mei 2016.
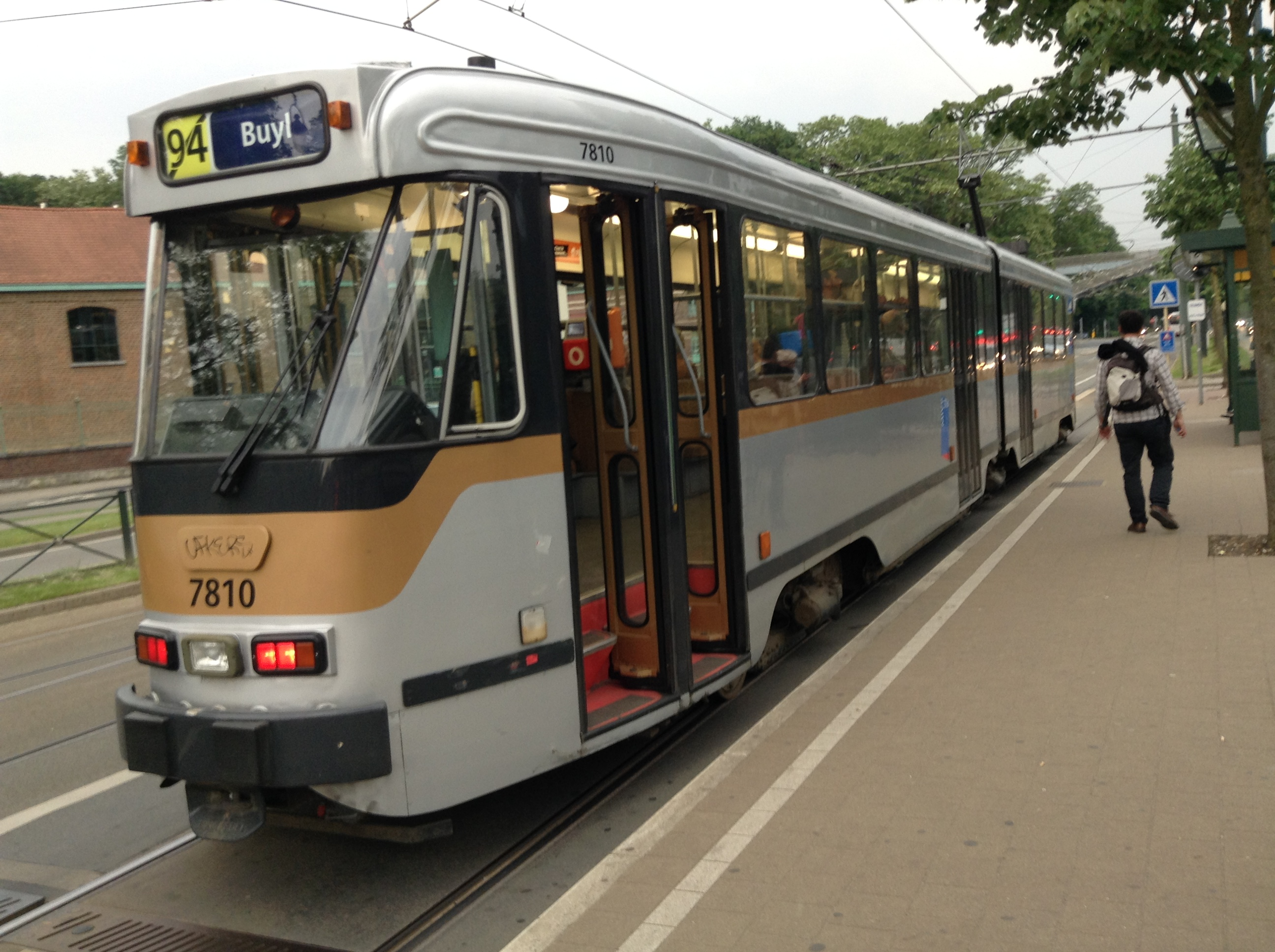
2016: PCC7800 op weg naar stelplaats Renbaanlaan na een versterkingsdienst op lijnen 39-44